# Io sono un autarchico
Io sono un autarchico és una pel·lícula italiana de 1976, el primer pel·lícula dirigida per Nanni Moretti.

## Trama
Michele, que viu en un pis a Roma i compta amb el suport econòmic del seu pare, després de ser abandonat per la seva dona i tenir cura del seu fill Andrea, passa el seu temps actuant en una companyia de teatre experimental sota la direcció artística del meu amic Fabio. Entre els diferents actes, el grup de teatre s'endinsa en una desagradable experiència “d'entrenament” als turons, de la qual alguns no tornaran.
Mentre continua la posada en escena de l'espectacle, Michele passa temps amb el seu fill intentant reactivar la seva relació amb Silvia, mentre que Fabio intenta desesperadament contactar amb un crític de teatre per a l'estrena de l'obra. Finalment l'obra es posa en escena i el crític de teatre comenta tot menys l'argument.
Després de diverses actuacions que veuen disminuir el públic a poc a poc, Michele i la seva dona marxen definitivament, mentre que Fabio és abandonat pel públic després d'un intent inútil d'obrir un debat amb els espectadors.

## Repartiment
- Nanni Moretti - Michele Apicella
- Simona Frosi - Simona
- Fabio Traversa - Fabio
- Luciano Agati - Giuseppe
- Franco Moretti - el budista

## Producció
Va costar només 3 milions set-centes mil llires i fou interpretada per actors no professionals (amics, familiars, intel·lectuals). Primer llargmetratge de Moretti, fou rodat en Super 8 i en tres mesos a Roma. Més a causa de limitacions tècniques que d'elecció estilística, es compon gairebé íntegrament de plans de càmera fixes i seqüències que acaben majoritàriament en un sol pla. La pel·lícula està completament doblada.
Més tard va ser reeditat en 16 mm per a la distribució nacional.

## Estrena
L'estrena de la pel·lícula va tenir lloc el 14 de desembre de 1976, al Filmstudio de Roma, dins d'una ressenya dedicada al "Nou cinema italià", fou abandonada per moltes de les principals signatures periodístiques per la manca d'atractiu exercida per l'autor desconegut. Tanmateix, aquesta no és la primera presentació d'un Super8 de Moretti al Filmstudio: un any abans, el 6 de desembre, tres de les seves obres s'havien presentat dins de la revisió "Dimensió Super8": els curtmetratges Pâté de bourgeois (1973) i La sconfitta (1973) i el migmetratge Come parli frate? (1974), una paròdia del conte I promessi sposi.
Malgrat les previsions dels organitzadors, la pel·lícula té un èxit considerable de públic, gràcies també a les crítiques favorables d'alguns periodistes autoritzats (Callisto Cosulich, Tullio Kezich, Alberto Farassino), i es manté en cartelera fins al 20 de desembre. Cada vespre, al final de les projeccions, Nanni Moretti s'ha d'endur els rodets a casa, ja que aquest és l'únic exemplar en circulació. A més, el format Super8 no té negatiu i, per tant, no es pot reimprimir.

## El cas del "Rizzoli"
El 1977 Io sono un autarchico va ser nominada per a la victòria final de la sisena edició del Premi Angelo Rizzoli, secció de joves autors cinematogràfics italians. El jurat del concurs - presidit per Leone Piccioni- estava format per Carlo Bernari, Guglielmo Biraghi, Tullio Kezich, Gian Luigi Rondi, Angelo Solmi, Alberto Lattuada, Renato Guttuso, Virna Lisi, Alberto Sordi, Luigi Torino i Alberto Arbasino (aquest últim en connexió telefònica)).
La votació es va fer a Ischia el 8 de maig i cada jurat tenia dret a justificar la seva preferència davant el públic: molts van aprofitar aquesta oportunitat (també rebent crítiques) però d'altres, com Sordi, es van negar a parlar en públic. Després de quatre votacions, la pel·lícula de Nanni Moretti es va avançar a les preferències sense haver obtingut, però, la majoria absoluta de vots; per superar el impasse, Arbasino i un altre jurat, del qual es desconeix la identitat, van canviar de vot i van optar per Un cuore semplice de Giorgio Ferrara, que va guanyar. Tan bon punt va saber la notícia, Moretti va cridar un renec i va sortir de la cerimònia de lliurament de premis amb llàgrimes.
Durant molt de temps va ser l'opinió comuna que l'altre jurat que va decretar la seva derrota va ser Alberto Sordi: la polèmica posterior entre els dos cineastes romans, que va culminar amb la famosa broma contra el seu cinema a Ecce Bombo, no sols va reforçar aquesta tesi. Tanmateix, molts anys després, en una entrevista concedida al Corriere della Sera el 1996, "Albertone" va afirmar que sempre havia donat suport a "aquell noi prim i emotiu" durant la votació i que coneixia el nom de el jurat que havia canviat la seva preferència, però no ho volia revelar perquè era "un jurat d'honor".
Tanmateix, Nanni Moretti ho va compensar l'any següent, guanyant el Premi Angelo Rizzoli el 1978 precisament per Ecce Bombo.